# Neukirch (Sasko)
Neukirch je obec v Horní Lužici v německé spolkové zemi Sasko. Nachází se v zemském okrese Budyšín a má přibližně 1 600 obyvatel.

## Historie
První písemná zmínka o vsi pochází z roku 1225, kdy je zmíněn jistý Theodericus de Nuenkirchen. Název Neukirch se prvně objevuje v roce 1768. Roku 1994 byly k Neukirchu připojeny do té doby samostatné obce Gottschdorf, Schmorkau a Weißbach a v roce 1999 Koitzsch.

## Přírodní poměry
Neukirch leží v západní části zemského okresu Budyšín asi 10 kilometrů západně od velkého okresního města Kamenz. Nejvyšším bodem obce je Wagenberg (260 m). Do západní části území obce zasahuje přírodní rezervace Königsbrücker Heide (bývalý vojenský výcvikový prostor Königsbrück). Obcí prochází zrušený úsek železniční trati Dresden-Klotzsche – Straßgräbchen-Bernsdorf s bývalým nádražím Weißbach.

## Správní členění
Neukirch se dělí na 5 místních částí:
- Gottschdorf (Kočica)
- Koitzsch (Chojny)
- Neukirch
- Schmorkau (Šmorkow)
- Weißbach

## Pamětihodnosti
- zámek Schmorkau
- evangelické kostely ve Schmorkau a Neukirchu